# ネゴシックス
ネゴシックス（1978年6月28日 - ）は、日本のピン芸人。本名、根来川 悟（ねごろがわ さとし）。島根県安来市出身。吉本興業所属。ピンデビューは2001年3月。

## 人物
身長163cm。米子商業高等学校（現米子松蔭高等学校）卒。大阪NSC22期生。同期には中山功太、久保田和靖（とろサーモン）、山里亮太（南海キャンディーズ）、なかやまきんに君、ダイアン、キングコング、NON STYLEなどがいる。
芸名は、母親に「あんたは6月生まれだけん、“ネゴロク”なんてどげな」と言われたことが由来。
2004年のM-1グランプリに中山功太とコンビ「たばこ」を結成して出場し、ツッコミを担当した。結果は3回戦敗退。
顔が赤木春恵に似ており、多数のほくろがあるというルックスの持ち主。
ムーディ勝山とはプライベートでも仲が良い。
2007年春より活動拠点を東京に移す。
2008年から2010年10月28日まで、井上聡（次長課長）と川島明（麒麟）によって運営されてきた共同ブログ「井上と川島のこの世はでっかい宝島」に参加。川島率いる純正川島軍団（他に天津飯大郎、若井おさむ、ムーディ勝山）のメンバーでもある。
イラストなどアート関係の仕事が多く、『あらびき団』（TBS）の背景イラスト、『火曜は全力!華大さんと千鳥くん』（フジテレビ）のスタジオセットを手掛けるほか、挿絵を担当するうんこ漢字ドリルシリーズが大ヒットしている。
2025年2月、とろサーモン・久保田かずのぶのYouTubeチャンネル『もう久保田が言うてるから仕方ないやん〆』内の「第83回とろサーモン久保田の冠ラジオ『枠買ってもらった』」において、結婚したことを明らかにした。

## 芸風
出身地の島根県安来市の方言である安来弁で話し、スケッチブックに描いた絵・文章や小道具にツッコむネタを得意とする。
のちに手作り衣装「かっぱ」に扮したキャラを発表したが、表舞台で披露する機会がなかった。また「かっぱ」に引き続き「大王イカ」「カラス」「ヘビ女将」「テトリス棒」のキャラも用意している。
同期である南海キャンディーズの山里亮太率いる「山里会」のメンバーである。
2014年以降『ゴッドタン』（テレビ東京系列）に出演することが多く、「山里会」の存在もこの番組から判明したものであった。同番組の企画「第4回バカヤロウ徒競走（2016年9月24日放送回）」では、℃-uteの岡井千聖と共に「芝居が衝撃的にヤバい（下手）」事が判明し、翌週（2016年10月1日放送回）の放送ではこの2人の為に緊急企画「芝居ヤバい芸人No.1決定戦」が急遽行われ、優勝。2017年4月15日放送回で行われた第2回でも優勝し、2連覇。第2回の収録から1週間後に行われた「マジ歌ライブ in 日本武道館」では、開演前に披露されたドラマ仕立ての前説VTR（「芝居ヤバい刑事 ネゴとちさ」）に岡井とともに出演し、下手な芝居で会場の爆笑をさらっていた。

## 受賞歴
- 2006年 第27回ABCお笑い新人グランプリ 審査員特別賞

## 出演番組

### テレビ
現在
- ネゴ図鑑（2022年4月19日 - 、山陰中央テレビ）[12]

過去
- 朝の連続テレビ小説『ゲゲゲの女房』（NHK、2010年）第1週
- ネゴBOX（山陰中央テレビ）山陰ローカル
- ラジかる!!（日本テレビ）水曜レギュラー
- よしもとサンサンTV（サンテレビ）
- Wii Fitでダレがイチバン燃焼できるか対決!!（Wii・みんなのニンテンドーチャンネル）
- おはスタ（テレビ東京）
  - 「おはスタ645」のコーナー（2012年4月 - 2013年3月）
  - 「明日をつくろう」合唱企画（2020年9月21日）
- ネゴミッション～東京と山陰のご縁をさがせ～（山陰中央テレビ、2012年12月31日）
- ヤッホー!SPECIAL 宮根誠司のNEXT SAN-IN（山陰中央テレビ、2016年9月3日）
- ヤッホー!（山陰中央テレビ、2016年10月 - 2022年3月）

### ラジオ
過去
- baseよしもとガンラジ毎週月曜（ラジオ大阪）

### 映画
- たまの映像詩集　渚のバイセコー（2021年）

### 舞台
- 舞台『まいっちんぐマチコ先生』（2017年8月17日 - 20日、築地ブディストホール）コケダルマ校長 役
- 舞台『まいっちんぐマチコ先生』（2018年5月3日 - 6日、築地ブディストホール）コケダルマ校長 役

### CM
- 資生堂「uno」

### ゲーム
- Root Film ルートフィルム（2020年春、角川ゲームス） - 本人 役[13]